# ドーフィネ・リベレ2006
ドーフィネ・リベレ2006は、ドーフィネ・リベレの58回目のレース。2006年6月4日から11日まで行われた。

## 日程
| 区間 | 月日 | スタート － ゴール                             | km    | 区間1位                    | 区間2位                  | 区間3位                    | 総合1位                    |
| ---- | ---- | ---------------------------------------------- | ----- | -------------------------- | ------------------------ | -------------------------- | -------------------------- |
| Pro. | 6/4  | アヌシー(ITT)                                  | 4.1   | デヴィッド・ザブリスキー   | ジョージ・ヒンカピー     | スチュアート・オグレディ   | デヴィッド・ザブリスキー   |
| 1    | 6/5  | アヌシー － ブルゴワン・ジャイユー             | 207.0 | ファビアン・ヴェークマン   | トマ・ヴォクレール       | エゴイ・マルティネス       | ファビアン・ヴェークマン   |
| 2    | 6/6  | ブルゴワン＝ジャイユー － サン・ガルミエ       | 203.0 | フィリップ・ジルベール     | サミュエル・デュムラン   | ペーター・ヴロリッヒ       | フィリップ・ジルベール     |
| 3    | 6/7  | ブール・ド・ベアージュ(ITT)                    | 43.0  | デヴィッド・ザブリスキー   | フロイド・ランディス     | リーヴァイ・ライプハイマー | フィリップ・ジルベール     |
| 4    | 6/8  | テン・レルミタージュ － モン・ヴァントゥ       | 186.0 | デニス・メンショフ         | クリストフ・モロー       | リーヴァイ・ライプハイマー | リーヴァイ・ライプハイマー |
| 5    | 6/9  | シストロン － ブリアンソン                     | 155.0 | リュドヴィック・テュルパン | イバン・マヨ             | フランシスコ・マンセボ     | リーヴァイ・ライプハイマー |
| 6    | 6/10 | ブリアンソン － ラ・トゥスュイル               | 169.0 | イバン・マヨ               | アレハンドロ・バルベルデ | クリストフ・モロー         | リーヴァイ・ライプハイマー |
| 7    | 6/11 | サン＝ジャン＝ド＝モーリエンヌ － グルノーブル | 131.0 | トル・フースホフト         | サミュエル・デュムラン   | フィリップ・ジルベール     | リーヴァイ・ライプハイマー |

## 総合成績
| 順位 | 選手名                     | 国籍           | チーム                             | 時間           |
| ---- | -------------------------- | -------------- | ---------------------------------- | -------------- |
| 1    | リーヴァイ・ライプハイマー | アメリカ合衆国 | ゲロルシュタイナー                 | 28時間07分06秒 |
| 2    | クリストフ・モロー         | フランス       | AG2R                               | +1分48秒       |
| 3    | ベルンハルト・コール       | オーストリア   | T-モバイル                         | +2分51秒       |
| 4    | ジョゼ・アゼヴェド         | ポルトガル     | ディスカバリーチャンネル           | +3分00秒       |
| 5    | フランシスコ・マンセボ     | スペイン       | AG2R                               | +3分29秒       |
| 6    | デニス・メンショフ         | ロシア         | ラボバンク                         | +4分14秒       |
| 7    | アレハンドロ・バルベルデ   | スペイン       | ケス・デパーニュ                   | +4分21秒       |
| 8    | レオナルド・ピエポリ       | イタリア       | サウニエル・ドゥバル＝プロディール | +5分13秒       |
| 9    | ピエトロ・カウッキオーリ   | イタリア       | クレディ・アグリコル               | +5分45秒       |
| 10   | ジョージ・ヒンカピー       | アメリカ合衆国 | ディスカバリーチャンネル           | +6分48秒       |

- 山岳賞 - クリストフ・モロー
- ポイント賞 - フランシスコ・マンセボ